# Sciaphila arcuata
Sciaphila arcuata là một loài thực vật có hoa trong họ Triuridaceae. Loài này được Aver. mô tả khoa học đầu tiên năm 2007.